# Nehwiller
Nehwiller est une ancienne commune française du Bas-Rhin, aujourd'hui associée à Reichshoffen.
Le 1er novembre 1972, Nehwiller-près-Wœrth fusionne avec Reichshoffen. Nehwiller prend le statut de commune associée. Par la suite, la commune associée a pris le nom de Nehwiller. C'est le seul cas répertorié dans le Code Officiel Géographique d'une commune associée qui change de nom.

## Toponymie
Anciennes mentions : Nehweiller (1793), Nechwiller (1801), Nehwiller-près-Wœrth (sans date).

## Politique et administration
| Période                                  | Période | Identité        | Étiquette | Qualité |
| ---------------------------------------- | ------- | --------------- | --------- | ------- |
|                                          |         | Jean-Marc LELLE |           |         |
| Les données manquantes sont à compléter. |         |                 |           |         |

## Démographie
| 1946 | 1954 | 1962 | 1968 |
| ---- | ---- | ---- | ---- |
| 328  | 335  | 329  | 323  |

## Culture locale et patrimoine

### Héraldique
| Blason de Nehwiller | Blason  | Coupé au premier d'or à la bande de gueules chargée de trois alérions d'argent ; au deuxième de sable à deux arcs sans cordes d'argent adossés et posés en pal. |
| Blason de Nehwiller | Détails | |

### Lieux et monuments

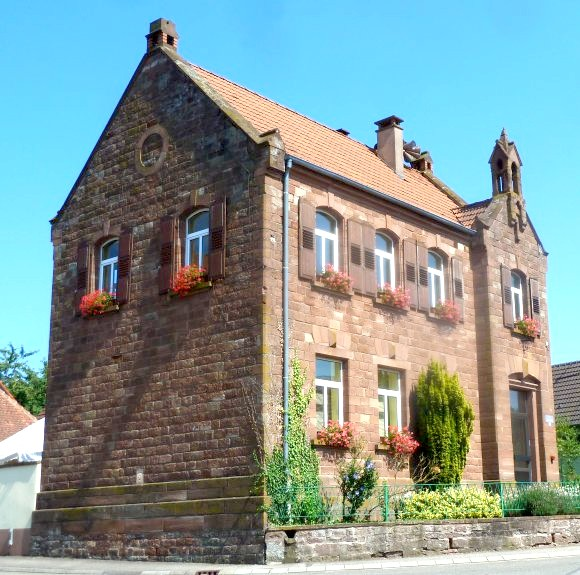
Mairie-école datant de 1777.